# Котово (гміна Дольськ)
Кото́во (пол. Kotowo, нім. Ketzhof) — село в Польщі, у гміні Дольськ Сьремського повіту Великопольського воєводства.
Населення — 155 осіб (2011).
У 1975—1998 роках село належало до Познанського воєводства.

## Демографія
Демографічна структура станом на 31 березня 2011 року:
|          | Загалом | Допрацездатний вік | Працездатний вік | Постпрацездатний вік |
| -------- | ------- | ------------------ | ---------------- | -------------------- |
| Чоловіки | 72      | 22                 | 45               | 5                    |
| Жінки    | 83      | 16                 | 57               | 10                   |
| Разом    | 155     | 38                 | 102              | 15                   |